# Miconia majalis
Miconia majalis är en tvåhjärtbladig växtart som beskrevs av Célestin Alfred Cogniaux. Miconia majalis ingår i släktet Miconia och familjen Melastomataceae. Inga underarter finns listade i Catalogue of Life.